# Поплавский, Иван Варфоломеевич
Ива́н Варфоломе́евич Попла́вский (22 ноября 1822  Сибирь — 31 октября 1893, Санкт-Петербург) — российский чиновник и общественный деятель.

## Биография
Происходил из рода потомственных польских дворян (Брацлавского старосты — Григория Поплавского по линии сына Казимира), поражённых в гражданских правах до мещанского сословия и сосланных на каторжное поселение в Сибирь за активное участие в польских восстаниях.
С 1848 года после окончания филологического факультета  Императорского Казанского университета служил в Главном управлении Восточной Сибири до 1851 года.
В 1852—1863 годы служил в Забайкальском областном Управлении: советник областного управления в Чите; попечитель женской гимназии.
В ходе проведения Амурской экспедиции 1849—1855 годов  в Приамурье и Приморье появились первые официальные российские военные посты и поселения Забайкальского казачьего войска.  Переговоры с правительством Китая об Амуре и об уточнении границ, начавшиеся в 1857 году по поручению Александра II,  были оформлены сначала Айгунским договором (1858), а затем Пекинским договором (1860) в результате чего Приамурье и Уссурийский край были признаны владениями России.
Поплавский Иван Варфоломеевич  "за особый труд, усердие и самоотверженность, оказанную при возвращении Амурских владений России"  был  награждён орденом Святой Анны 2-й степени.
В 1855 году Иван Варфоломеевич Поплавский был восстановлен во дворянстве «VI части книги древнего родового дворянства Царства Польского», утвержденного департаментом герольдии Правительствующего сената, и получил титул и герб на дворянское достоинство «Всероссийской Империи и Царства Польского» за добросовестную и верноподданническую службу государю на благо Отечества с правом наследования. (Род Поплавских)
С 1863 по 1865 год был вице-губернатором Забайкальской области; в 1865—1887 годах в чинах от надворного до  действительного статского советника занимал должность управляющего акцизным управлением Восточной Сибири в Иркутске.
Одновременно с 28 ноября 1872 по 1875 год и с 1877 по 9 декабря 1885 года был Гласным Иркутской городской думы. Отказался от звания Гласного по собственному желанию. С 1880 — член общества для оказания пособия учащимся в Восточной Сибири. оказывал содействие сосланным полякам в трудоустройстве преподавателями, в их числе был и Юзеф Пилсудский, отбывавший ссылку в Иркутске (1888-1892).  
Семья Поплавских оказывала помощь в проведении научных изысканий натуралисту, зоологу Б. И. Дыбовскому (1833—1930). В своих  работах об исследовании природы и фауны озера Байкал, бассейна реки Амур и Камчатки он упоминал  с большой благодарностью и признательностью И. В. Поплавского за меценатство и оказанную ему действенную помощь.
Иван Ваврфоломеевич  поддерживал и оказывал содействие и другим сосланным в Сибирь  польским известным ученым, среди них был -  геолог и географ А.И. Венцковский,  (из семьи которого происходила и жена Поплавского И.В.) О помощи И.В. Поплавского и участии  в жизни ссыльных поляков пишет И.И. Горбачевский в своём письме Д.И. Завалишину (8 апреля 1853 г.) 
В 1887 году вышел в отставку в чине  Действительного Статского Советника со званием Государственного Секретаря Российской империи, за особые заслуги и самоотверженность,  пожалованный наградами и почестями с правом ношения мундира.
Умер 31 октября 1893 года в Санкт-Петербурге и был похоронен на Выборгском римско-католическом кладбище с надписью на надгробии, выполненной на польском языке.

### Семья
Жена (с 1858) — Ядвига Иосифовна, урождённая Венцковская (1837—1924), потомственная дворянка римско-католического вероисповедания, помещица, владелица чайной плантации в Гудауте (Абхазия) и спичечной фабрики «Солнце» (Чудово, Новгородская губерния), )[9][10][11], директором которой был её сын Иосиф.
Дети:
- Иван (1859, Чита — 1935) невролог, психиатр, коллекционер
- Варфоломей-Иосиф (1861, Чита — 1931) инженер путей сообщения
- Ядвига-Бореславна (1863, Иркутск — 1864)
- Иосиф (1865, Иркутск — 1943) российский чиновник, юрист
- Маргарита (1869, Иркутск — 1940)
- Софья (1873, Иркутск — 193?)
- Витольд-Серафим (1880, Иркутск — 1928)  инженер, экономист

## Награды
На основании  «Формулярного списка о службе Управляющего Акцизными сборами  Восточной Сибири, Действительного Статского Советника Поплавского, составлен в 1879 году»:  «Кавалер орденов Св. Анны и Св. Станислава 1-й степени, Св. Станислава 2-й степени с ИМПЕРАТОРСКОЮ КОРОНОЮ, Св. Анны 2-й и 3-й степеней и Св. Владимира 3-й степени, Имеет тёмно-бронзовую медаль в память войны 1853-1856 годов.»  
- Кавалер трёх степеней ордена Святой Анны  2-й степени - (за особый труд, усердие и самоотверженность, оказанную при возвращении Амурских владений России).
- Кавалер ордена Святого Станислава  2-й степени с императорской короной  (1862) и 1-й степени (1874).
- Кавалер Ордена Святого Владимира 3-й степени.
- Темно-бронзовая медаль на Владимирской ленте за войну 1853-56 годов.
- Знак «Красного Креста» (1867) — за попечительство о раненных и больных воинах.

## Архивные источники
- Гербовой отдел Правительствующего Сената: диплом //   ЦГИА (СПб.). Д. реестра № 291/VI.
- Департамента общих дел МВД, формулярный список о службе управляющего акцизными сборами Восточной Сибири Д. С. С. — Поплавского за 1879 г. //   ЦГИА (СПб.). Ф. 574. Д. 1076.
- Департамент неокладных сборов Минфина о назначении пенсии вдове Поплавского с детьми за 1893—1894 гг. //   ЦГИА (СПб.). Ф. 1284. Оп. 51. Д. 130.
- Ц.Г.А.Н.Х. «Дело №6/69 Департамента Неокладных Сборов» ф.574.